# Pedro Lazaga
Pedro Lazaga (1918-1979) est un réalisateur et scénariste espagnol. Au cours de ses 30 années d’expérience en tant que réalisateur, il a tourné une centaine de films qui lui ont valu les faveurs du public.

## Biographie
Pedro Lazaga Sabater est né le 3 octobre 1918 à Valls, près de Tarragone, il fait ses débuts dans le monde du cinéma en 1946 comme scénariste pour le film Abel Sanchez. En 1948, il tourne son premier film, intitulé Encrucijada, puis il tourne Campo Bravo en partenariat avec Jacinto Esteva.
Il connaîtra son premier succès en 1951 avec María Morena qui sera nommé pour le grand Prix au Festival de Cannes, suivi de La patrulla en 1954 où grâce à ce film il remporte le prix du meilleur réalisateur au Festival de Saint-Sébastien et en 1955 Cuerda de presos (es).
Bien qu'obtenant beaucoup de succès au Box-office, il continuera à tourner des films jusqu'à sa mort à Madrid le 30 novembre 1979 d'une tumeur au cerveau.
Son fils Pedro est l'époux de la chanteuse Rosario Flores.

## Filmographie

### Comme réalisateur
- 1948 : Encrucijada
- 1948 : Campo Bravo
- 1951 : María Morena
- 1952 : Hombre acosado
- 1954 : La patrulla
- 1956 : La vida es maravillosa
- 1956 : Cuerda de presos (es)
- 1956 : Torrepartida
- 1957 : Las muchachas de azul (es)
- 1957 : El fotogénico (es)
- 1957 : Roberto el diablo
- 1958 : El aprendiz de malo
- 1958 : La Frontière de la peur (La frontera del miedo)
- 1958 : Ana dice sí
- 1959 : Luna de verano
- 1959 : El frente infinito
- 1959 : Miss Cuplé
- 1959 : Les Tontons malabars (es) (Los tramposos)
- 1960 : Trío de damas
- 1960 : Assaut colline 408 ou Baïonnette au canon (La fiel infantería)
- 1960 : Quand la graine de champion se fâche (Los económicamente débiles)
- 1961 : Trampa para Catalina
- 1962 : Martes y trece (es)
- 1962 : Apprendre à mourir (Aprendiendo a morir)
- 1962 : Sabían demasiado (es)
- 1962 : Les Sept Gladiateurs (Los siete espartanos)
- 1963 : Eva 63 (es)
- 1963 : Racket sous la ville (es) (La pandilla de los once)
- 1964 : Fin de semana
- 1965 : Un vampiro para dos
- 1965 : La corrida
- 1965 : Dos chicas locas, locas (es)
- 1965 : El tímido
- 1965 : El cálido verano del Sr. Rodríguez
- 1966 : Posición avanzada
- 1966 : La ciudad no es para mí
- 1966 : Palomo Linares (Nuevo en esta plaza)
- 1966 : Operación Plus Ultra (es)
- 1966 : Las viudas, segment Luna de miel
- 1967 : Sor Citroën (es)
- 1967 : Los guardiamarinas
- 1967 : ¿Qué hacemos con los hijos?
- 1967 : Las cicatrices
- 1967 : El rostro del asesino
- 1967 : Los chicos del Preu
- 1967 : Novios 68 (es)
- 1968 : No le busques tres pies..
- 1968 : Las secretarias (es)
- 1968 : El turismo es un gran invento (es)
- 1968 : No desearás la mujer de tu prójimo
- 1968 : ¡Cómo sois las mujeres!
- 1968 : La chica de los anuncios (es)
- 1969 : Verano 70
- 1969 : ¿Por qué pecamos a los cuarenta? (es)
- 1969 : Abuelo Made in Spain (es)
- 1969 : Las amigas (es)
- 1969 : A 45 revoluciones por minuto
- 1969 : El otro árbol de Guernica (es)
- 1970 : Las siete vidas del gato (es)
- 1970 : El abominable hombre de la Costa del Sol (es)
- 1970 : El dinero tiene miedo
- 1971 : Vente a Alemania, Pepe (es)
- 1971 : Hay que educar a papá
- 1971 : Black story: La historia negra de Peter P. Peter (es)
- 1971 : Blanca por fuera y Rosa por dentro (es)
- 1972 : París bien vale una moza
- 1972 : Mil millones para una rubia
- 1972 : El padre de la criatura (es)
- 1972 : Vente a ligar al Oeste
- 1972 : ¡No firmes más letras, cielo! (es)
- 1972 : La Maison de la brume (La mansión de la niebla), coréalisé avec Francisco Lara Polop
- 1972 : El vikingo (es)
- 1973 : El abuelo tiene un plan (es)
- 1973 : Las estrellas están verdes
- 1974 : El chulo (es)
- 1974 : El amor empieza a medianoche (es)
- 1974 : Una mujer de cabaret
- 1975 : Tres suecas para tres rodríguez (es)
- 1975 : Terapia al desnudo (es)
- 1975 : Au-delà de l'amour (Largo retorno)
- 1975 : En la cresta de la ola
- 1975 : Yo soy Fulana de Tal (es)
- 1976 : Ambiciosa (es)
- 1976 : El alegre divorciado (es)
- 1976 : Fulanita y sus menganos (es)
- 1977 : Vota a Gundisalvo
- 1977 : El ladrido (es)
- 1977 : Hasta que el matrimonio nos separe (es)
- 1977 : Estoy hecho un chaval (es)
- 1978 : Estimado Sr. juez...
- 1978 : ¡Vaya par de gemelos! (es)
- 1979 : Sette ragazze di classe

### Comme scénariste
- 1947 : La sirena negra
- 1947 : Abel Sánchez
- 1947 : Embrujo
- 1948 : Campo Bravo
- 1951 : María Morena
- 1951 : Niebla y sol
- 1952 : Hombre acosado
- 1953 : La alegre caravana
- 1956 : La vida es maravillosa
- 1956 : Cuerda de presos (es)
- 1960 : Trío de damas
- 1961 : Trampa para Catalina
- 1962 : Martes y trece (es)
- 1963 : Eva 63 (es)
- 1965 : El tímido
- 1967 : El rostro del asesino
- 1970 : Las siete vidas del gato (es)
- 1971 : Blanca por fuera y Rosa por dentro (es)
- 1972 : Mil millones para una rubia
- 1974 : Una mujer de cabaret
- 1976 : Ambiciosa (es)